# 塔拉西夫卡 (特盧馬奇區)
48°50′46″N 25°2′45″E / 48.84611°N 25.04583°E
塔拉西夫卡（烏克蘭語：Тарасівка），是烏克蘭西部的村莊，隸屬伊萬諾-弗蘭科夫斯克州的伊萬諾-弗蘭科夫斯克區。該村始建於1275年，面積6.5平方公里，2001年人口324，人口密度每平方公里49.9人。